# Luján de Cuyo
Luján de Cuyo è una città della provincia di Mendoza, in Argentina, capoluogo del dipartimento omonimo. È situata ad un'altitudine di 820 m s.l.m., 18 km a sud-est di Mendoza ed ha una popolazione di circa 90 000 abitanti. Fa parte dell'area metropolitana di Mendoza (la Gran Mendoza). In questa città è nato Cristian Lucchetti, portiere italo-argentino del Club Atlético Banfield.